# Arda (Po)
Der Arda ist ein Nebenfluss des Po in der italienischen Region Emilia-Romagna. Er entspringt auf einer Höhe von 1200 Metern im ligurischen Apennin an den Nordwest-Hängen des Monte Lama in der Nähe der Gemeinde Morfasso. 15 Kilometer nach seiner Quelle speist der Fluss den etwa 2 km² großen Stausee Lago di Mignano auf einer Höhe von 341 Metern. Er dient sowohl der Wasserversorgung als auch der Stromgewinnung.
Bevor der Arda die Poebene erreicht fließt er durch die Gemeinden Lugagnano Val d’Arda und Castell’Arquato. Kurz vor seiner Mündung bei Polesine Parmense verbindet er sich mit dem Ongina. Wie viele Flüsse des Apennin führt der Arda im Frühjahr und Herbst deutlich mehr Wasser als im Sommer.